# Hôtel de ville de Louvain
L'hôtel de ville de Louvain (Stadhuis Leuven en néerlandais) est un édifice de style gothique situé à Louvain, dans la province du Brabant flamand en Belgique.
Il est considéré comme un chef-d'œuvre de l'architecture gothique civile en Belgique et plus particulièrement du style gothique brabançon.

## Localisation
Bien que l'hôtel de ville de Louvain soit généralement assimilé à son aile de style gothique tardif édifiée le long de la Grand-Place (Grote Markt) face à l'église Saint-Pierre, il constitue cependant un ensemble monumental plus vaste qui occupe tout le bloc délimité par la Grand-Place, la rue de Namur (Naamsestraat), la rue de la Monnaie (Muntstraat) et la rue de la Librairie (Boekhandelstraat).
Depuis le déménagement des services de la ville, fin 2009, l'hôtel de ville n’est plus utilisé que pour les cérémonies. Il peut être visité tous les jours. L'aile gauche de l'hôtel de ville abrite l’office du tourisme (entrée via Naamsestraat).  

## Historique
Le bâtiment actuel est le troisième hôtel de ville construit à Louvain. Le premier était situé à un autre endroit, sur la Oude Markt (place de l'ancien marché) ; le second se trouvait déjà à son emplacement actuel et consistait en plusieurs bâtiments fusionnés mais situés dans un alignement plus avancé que l'hôtel de ville actuel. En 1439, il a été décidé de réunir tous ces bâtiments municipaux derrière une seule façade. Le projet a été confié à l'architecte municipal de l'époque, Sulpitius Van Vorst, qui a présenté un projet ambitieux, plus en retrait, laissant plus d'espace pour la place et inspiré de l'hôtel de ville de Bruxelles, incluant même un Beffroi à l'angle de la rue Naamsestraat. Mais lorsque l'architecte mourut alors que la construction de l'aile arrière avait déjà commencé, le chantier fut poursuivi par Jan II Keldermans, qui arriva juste à temps pour achever cette partie lorsqu'il mourut en 1445. 
Plus tard, le projet fut repris en 1448 par Matthijs de Layens, ce dernier pouvant être décrit comme le véritable architecte-créateur de l'hôtel de ville de Louvain. Il en a considérablement modifié la conception en en faisant un reliquaire de style gothique tardif. Il a imposé une symétrie, supprimé le Beffroi et ajouté le couronnement du toit très haut et les six tourelles-flèches octogonales aux angles des pignons latéraux. Il a également sauvé les caves gothiques de la démolition des anciens hôtels de ville en les fusionnant avec le sous-sol du bâtiment. Le 28 mars 1448, la première pierre est posée et vers 1460, l'extérieur et le toit sont déjà terminés. En 1469, l'ensemble du bâtiment était terminé.
Au XIXe siècle, après le passage des siècles, il est devenu nécessaire de restaurer le bâtiment. Le palais a miraculeusement échappé à la dévastation de la Première Guerre mondiale ; pendant la Seconde Guerre mondiale, une bombe a explosé sur la place devant le palais et a endommagé la façade ; il a fallu d'importants travaux de restauration, qui ont duré jusqu'en 1983, pour la récupérer.

### Construction
L'hôtel de ville a été édifié en plusieurs phases :
- 1439 - 1445 : construction de l'aile orientale (surnommée en néerlandais « het achterste huis », la maison arrière) par  Sulpitius van Vorst et Jan II Keldermans ;
- 1448 - 1469 : construction en style gothique tardif de l'aile nord (la plus connue, située le long de la Grand-Place et surnommée « het voorste huis », la maison avant) sous la direction de Mathieu de Layens (Matthijs de Layens) ;
- 1461 : aile nord-ouest (« conserverije »), le long de la rue de Namur ;
- 1680 : aile sud-ouest (« Dekenij van de lakenwevers », maison de la guilde des tisserands), le long de la rue de Namur ;
- 1938 : aile sud, le long de la rue de la Monnaie (Muntstraat).

### Classement
L'hôtel de ville fait l'objet d'un classement au titre des monuments historiques depuis le 1er février 1937 et figure à l'inventaire du patrimoine immobilier de la Région flamande sous la référence 42150.

## Architecture

### Extérieur

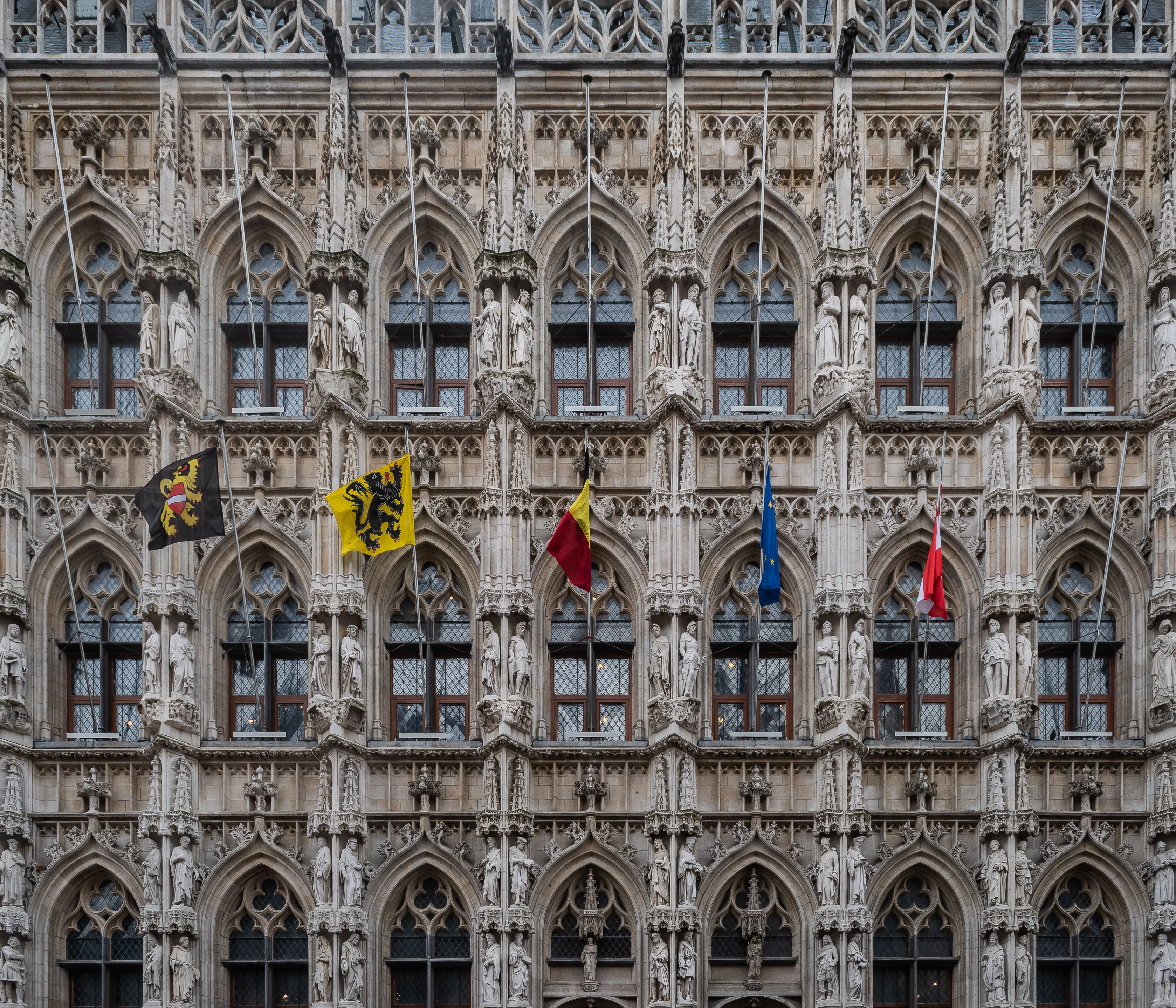
Fenêtres de l'hôtel de ville. Octobre 2021.

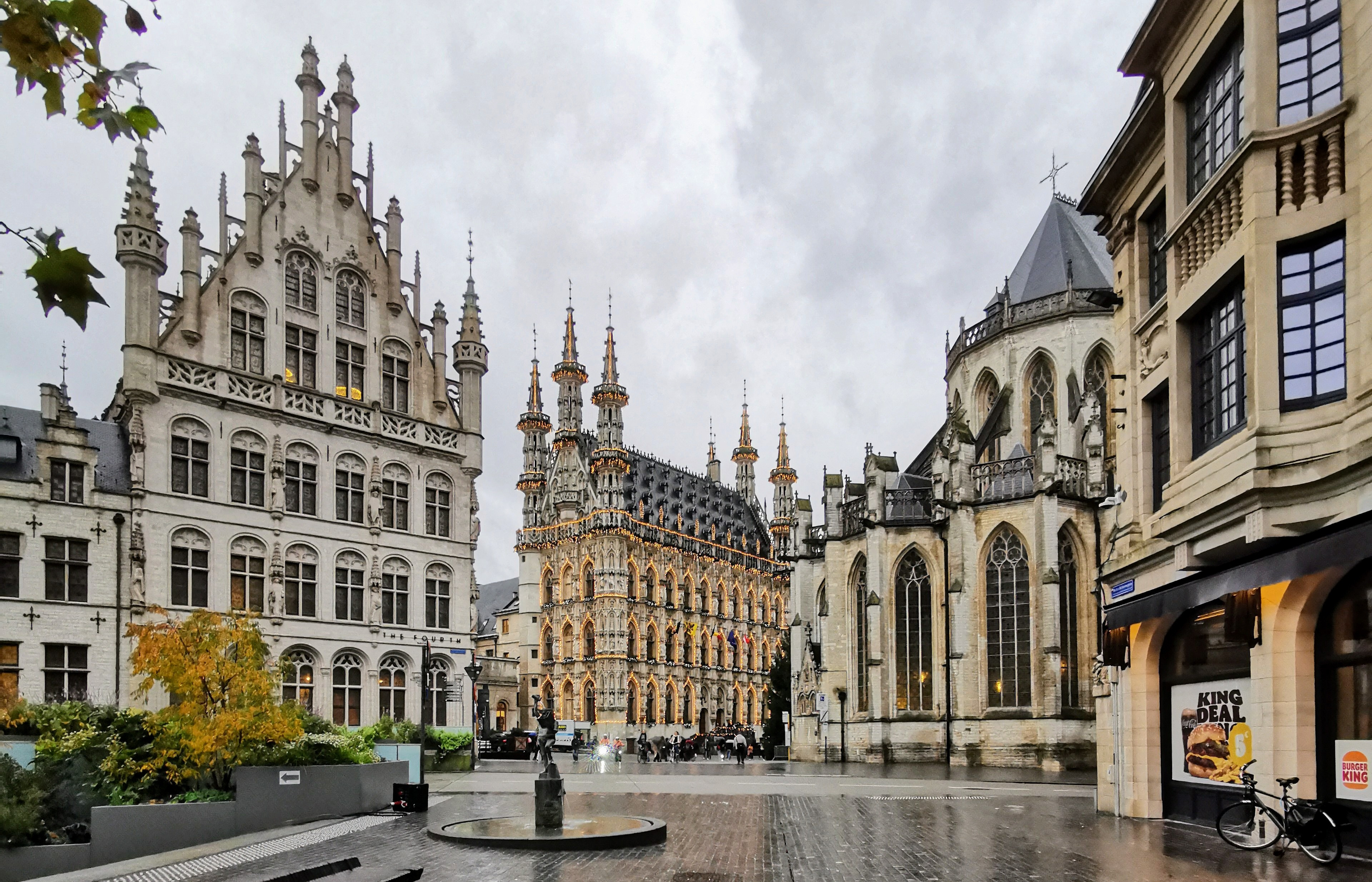
L'hôtel de ville illuminé et l'église Saint-Pierre, 2023.

L'hôtel de ville comporte trois étages extrêmement ornés, avec un riche revêtement sculptural de style gothique brabançon. Les séries de fenêtres à meneaux et à croisillons percés sont alternées par des paires de niches et de corbeaux, qui sont également présents sur les tours flèches. Les corbeaux sont finement sculptés de scènes bibliques où le thème de la « culpabilité et de la punition » apparaît souvent, une sorte de fonction didactique adressée à la fois au peuple, qui se pressait sur la place du marché en contrebas, et aux juges appelés à exercer les fonctions de la ville à l'intérieur. Les 236 statues placées à l'intérieur des niches ont été ajoutées après 1850 lors des travaux de restauration du XIXe siècle. Les personnages sont habillés dans le style bourguignon selon l'usage de l'époque où le bâtiment a été construit. 
Il est devenu le Panthéon de Louvain. Dans les deux premiers niveaux du rez-de-chaussée sont représentés des artistes, des sages et des personnalités connues de l'histoire de la ville ; au premier étage, les statues symbolisent les libertés communales et les saints patrons des paroisses de la ville ; au deuxième étage se trouvent les comtes de Louvain et les ducs de Brabant ; enfin, sur les arcs de la tour se trouvent des personnages bibliques. Au centre de la façade principale, un escalier complexe à balustrade mène à deux portails d'entrée flanqués des statues de Saint-Pierre à gauche, et de la Vierge à l'Enfant à droite, en relation avec la collégiale opposée.

### Intérieur
À l'intérieur se trouvent de somptueuses salles d'apparat de différentes époques avec d'importantes œuvres d'art, dont certaines ont été redécorées à l'occasion de la visite du roi Léopold II à Louvain en 1852. Les plus intéressants sont les suivants :
- La Salle des pas perdus, au rez-de-chaussée, conçue comme une extension couverte de la place en face, et qui a longtemps servi de marché couvert. Les extrémités des poutres en chêne ont été ciselées avec des histoires de l'Ancien Testament par le sculpteur bruxellois Willem Ards en 1448-49.
- La salle dite gothique, qui date de 1467, est la pièce la plus intéressante du bâtiment. Le sculpteur bruxellois Willem Ards a également été chargé ici de décorer les poutres du plafond. Il y a sculpté des Scènes du Nouveau Testament, la Vie du Christ et la Vierge. Au cours des dernières décennies du XIXe siècle, la salle a été restaurée. Elle est également redécorée avec la construction d'une cheminée monumentale et une série de 11 tableaux est commandée au peintre André Hennebicq de Tournai, qui réalise quatre grandes toiles avec des scènes de l'Histoire de Louvain et sept portraits de sages de la ville.